# ショシャナー・スターン
ショシャナー・スターン（Shoshannah Stern、1980年7月3日 - ）は、アメリカ合衆国の女優。

## 出演作品
- ジェリコ 閉ざされた街（ボニー・リッチモンド）